# Esporte Clube Próspera
Maillots
L'Esporte Clube Próspera est un club brésilien de football basé à Criciúma dans l'État de Santa Catarina.
Depuis 2006, il évolue en première division du championnat de l'État de Santa Catarina.

## Palmarès
- Championnat de Santa Catarina de deuxième division : 2005